# Arberella
Arberella és un gènere de plantes de la família de les poàcies, ordre de les poals, subclasse de les commelínides, classe de les liliòpsides, divisió dels magnoliofitins.

## Taxonomia
- Arberella costaricensis (Hitchc.) Söderstr. et C. E. Calderón
- Arberella grayumii Davidse